# Sid Cassel
Sid Cassel (* 24. Juli 1897 in Leeds, England; † 17. Januar 1960 in Hollywood, Kalifornien, Vereinigte Staaten) war ein britisch-US-amerikanischer Schauspieler.

## Leben
Nach Anfängen, die Cassel während des Zweiten Weltkriegs u. a. mit Arbeiten für das Radio verbrachte und später bei Liveproduktionen für das Fernsehen, waren die 1950er Jahre seine erfolgreichste Zeit als Schauspieler. Er spielte überwiegend in Fernsehserien mit und gab sein Debüt in der Serie The Web. Weitere Serien, in denen Cassel mitwirkte, waren Superman – Retter in der Not, General Electric Theater, Fury und Perry Mason. Cassels einziger Filmauftritt war 1957 in Die Bestie aus dem Weltenraum, wo er einen Farmer spielte, der von dem Ungeheuer angegriffen wird.
Als Theaterschauspieler trat Cassel mehrfach am Broadway auf. Cassel trat dort in Komödien, Musicals und in klassischen Theaterstücken auf. In der Spielzeit 1948/1949 übernahm er am Music Box Theatre am Broadway mit der Rolle des Papa Gonzales eine größere Nebenrolle in dem Theaterstück Sommer und Rauch von Tennessee Williams.